# Mediterrán játékok
A mediterrán játékok egy több sportágat magába foglaló sportesemény, amit négyévente rendeznek meg. Az eseményen javarészt a Földközi-tenger mentén elhelyezkedő mediterrán éghajlatú afrikai, ázsiai és európai országok vesznek részt, de részt vesznek olyan nemzetek is, melyek nem határosak vele.
A mediterrán játékok megvalósításának ötlete az 1948. évi nyári olimpiai játékok után az Egyiptomi Olimpiai Bizottság elnökétől, Muhammed Taher Pashatól származott. Nem sokkal később, 1951-ben került megrendezésre az első kiírás az egyiptomi Alexandriában.

## A játékok célja
A mediterrán játékok lehetőséget biztosít a bizonyításra a különböző országokból és kultúrákból érkező más-más vallást valló fiatal sportolóknak. A lebonyolítása nagyon hasonlít az olimpiai játékokéhoz, melynek ősi változata szintén egy mediterrán országból, Görögországból származik. Éppen ezért nem meglepő, hogy a Nemzetközi és a Görög Olimpiai Bizottság égisze alatt kerül megrendezésre. Athén állandó székhelye a mediterrán játékok nemzetközi bizottságának, attól függetlenül is, hogy az éppen aktuális elnök más származású. Az bizottság főtitkára viszont mindig görög, ezzel is tisztelegve a görögök előtt.

## Zászló
A mediterrán játékok zászlaján három egymásba fonódó karika szerepel, mely szimbolizálja a három kontinenst, Afrikát, Ázsiát és Európát. Ezért is szokták úgy nevezni az eseményt, hogy a mediterrán országok olimpiája. A zászlót az 1979-es spliti játékokon mutatták be először.

## Részt vevő országok
Jelenleg 24 ország képviselteti magát a mediterrán játékokon.
| - Albánia - Algéria - Andorra - Bosznia-Hercegovina - Ciprus - Egyiptom - Franciaország - Görögország - Horvátország - Libanon - Líbia - Észak-Macedónia |  | - Málta - Marokkó - Monaco - Montenegró - Olaszország - San Marino - Spanyolország - Szerbia - Szíria - Szlovénia - Törökország - Tunézia |

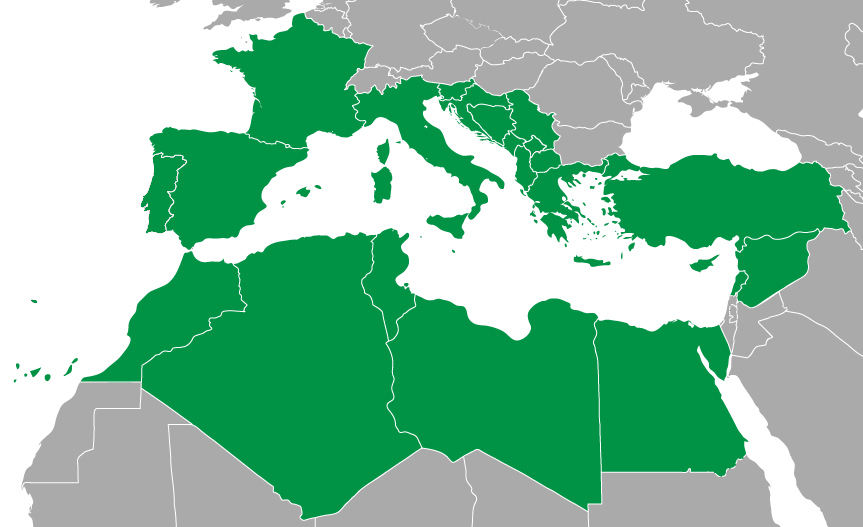
A mediterrán játékokon részt vevő országok

A Földközi-tengerrel határos országok közül Izrael és Palesztina nem vesz részt a játékokon. Négy ország viszont igen, mely nem határos a Földközi-tengerrel: Andorra, Észak-Macedónia, Szerbia és San Marino.
A Görög Olimpiai Bizottság további kilenc országgal szeretné bővíteni a résztvevők sorát, köztük Bulgáriával, Portugáliával és további arab országokkal.

## Az eddigi rendezők
Tengerparttal nem rendelkező város még nem volt rendező. A legtöbb eddigi rendező város mind a Földközi-tenger mentén helyezkedik el. Kivétel volt ez alól Casablanca, mely az Atlanti-óceán mentén fekszik. 

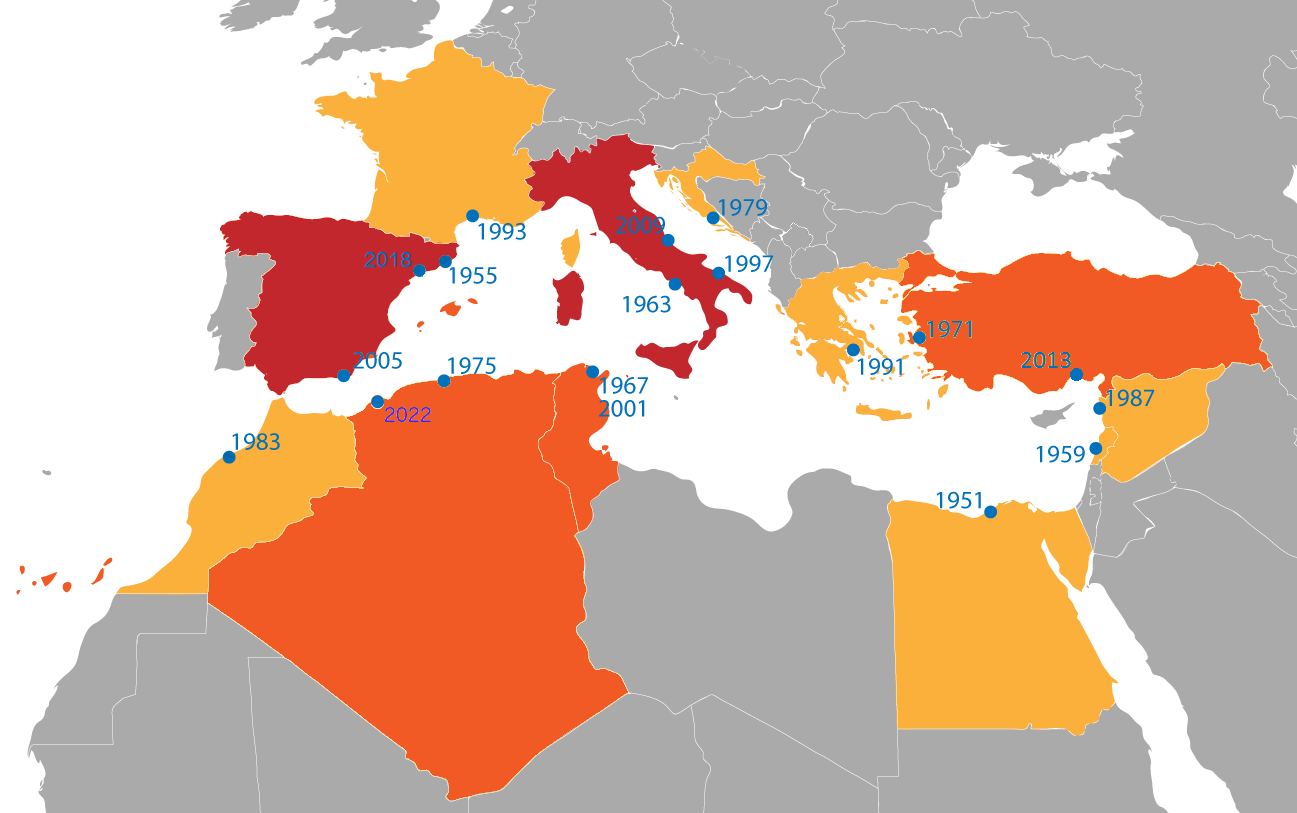
Azon városok elhelyezkedése, melyek eddig megrendezték a játékokat.

Az eddig megrendezett mediterrán játékok sorrendben:
| #      | Év   | Rendezők             | Nemzetek | Versenyek | Versenyek | Versenyek | Versenyszámok | Események | Éremtáblázat győztese |
| #      | Év   | Rendezők             | Nemzetek | Férfi     | Női       | Összesen  | Versenyszámok | Események | Éremtáblázat győztese |
| ------ | ---- | -------------------- | -------- | --------- | --------- | --------- | ------------- | --------- | --------------------- |
| I.     | 1951 | Alexandria           | 10       | 734       | ---       | 734       | 14            | 91        | Olaszország           |
| II.    | 1955 | Barcelona            | 10       | 1135      | ---       | 1135      | 20            | 102       | Franciaország         |
| III.   | 1959 | Bejrút               | 11       | 792       | ---       | 792       | 17            | 106       | Franciaország         |
| IV.    | 1963 | Nápoly               | 13       | 1057      | ---       | 1057      | 17            | 93        | Olaszország           |
| V.     | 1967 | Tunisz               | 12       | 1211      | 38        | 1249      | 14            | 93        | Olaszország           |
| VI.    | 1971 | İzmir                | 14       | 1235      | 127       | 1362      | 18            | 137       | Olaszország           |
| VII.   | 1975 | Algír                | 15       | 2095      | 349       | 2444      | 19            | 160       | Olaszország           |
| VIII.  | 1979 | Split                | 14       | 2009      | 399       | 2408      | 26            | 192       | Jugoszlávia           |
| IX.    | 1983 | Casablanca           | 16       | 1845      | 335       | 2180      | 20            | 162       | Olaszország           |
| X.     | 1987 | Latakia              | 18       | 1845      | 335       | 2180      | 19            | 162       | Olaszország           |
| XI.    | 1991 | Athén                | 18       | 2176      | 586       | 2762      | 24            | 217       | Olaszország           |
| XII.   | 1993 | Languedoc-Roussillon | 20       | 1994      | 604       | 2598      | 24            | 217       | Franciaország         |
| XIII.  | 1997 | Bari                 | 21       | 2195      | 804       | 2999      | 27            | 234       | Olaszország           |
| XIV.   | 2001 | Tunisz               | 23       | 2002      | 1039      | 3041      | 23            | 230       | Franciaország         |
| XV.    | 2005 | Almería              | 21       | 2134      | 1080      | 3214      | 27            | 258       | Olaszország           |
| XVI.   | 2009 | Pescara              | 23       | 2183      | 1185      | 3368      | 28            | 244       | Olaszország           |
| XVII.  | 2013 | Mersin               | 24       | 1994      | 1070      | 2994      | 27            | 264       | Olaszország           |
| XVIII. | 2018 | Tarragona            | 26       | 2656      | 1885      | 4541      | 28            | 246       | Olaszország           |
| XIX.   | 2022 | Orán                 | 26       | 2107      | 1283      | 3390      | 24            | 244       | Olaszország           |
| XX.    | 2026 | Taranto              |          |           |           |           |               |           |                       |

## Sportesemények
33 sportág képviseltette magát eddig a mediterrán játékok történetében.
| Sport         | Év       |
| ------------- | -------- |
| Asztalitenisz | 1971 óta |
| Atlétika      | 1951 óta |
| Birkózás      | 1951 óta |
| Cselgáncs     | 1971 óta |
| Evezés        | 1951 óta |
| Golf          | 1983 óta |
| Golyósport    | 1997 óta |
| Görhoki       | 1955 óta |
| Gyeplabda     | 1955 óta |
| Íjászat       | 1971 óta |
| Kajak-kenu    | 1979 óta |

| Sportág                | Év       |
| ---------------------- | -------- |
| Karate                 | 1993 óta |
| Kerékpár               | 1955 óta |
| Kézilabda              | 1967 óta |
| Kosárlabda             | 1951 óta |
| Labdarúgás             | 1951 óta |
| Lovaglás               | 1955 óta |
| Műugrás és toronyugrás | 1951 óta |
| Ökölvívás              | 1951 óta |
| Rögbi                  | 1955 óta |
| Röplabda               | 1959 óta |
| Sportlövészet          | 1951 óta |

| Sportág        | Év       |
| -------------- | -------- |
| Strandröplabda | 2005 óta |
| Súlyemelés     | 1951 óta |
| Taekwondo      | 2013 óta |
| Tenisz         | 1963 óta |
| Tollaslabda    | 2013 óta |
| Torna          | 1951 óta |
| Úszás          | 1951 óta |
| Vitorlázás     | 1955 óta |
| Vívás          | 1951 óta |
| Vízilabda      | 1951 óta |
| Vízisí         | 2009 óta |

## Éremtáblázat
| #        | Országok                  |      |      |      | Összesen |
| -------- | ------------------------- | ---- | ---- | ---- | -------- |
| 1        | Olaszország               | 820  | 706  | 637  | 2153     |
| 2        | Franciaország             | 604  | 549  | 492  | 1645     |
| 3        | Törökország               | 310  | 214  | 239  | 763      |
| 4        | Spanyolország             | 295  | 413  | 500  | 1208     |
| 5        | Jugoszlávia               | 199  | 177  | 182  | 558      |
| 6        | Görögország               | 180  | 233  | 317  | 729      |
| 7        | Egyiptom                  | 124  | 183  | 215  | 522      |
| 8        | Tunézia                   | 77   | 80   | 134  | 291      |
| 9        | Algéria                   | 65   | 53   | 109  | 227      |
| 10       | Marokkó                   | 59   | 74   | 94   | 227      |
| 11       | Horvátország              | 41   | 58   | 66   | 165      |
| 12       | Szlovénia                 | 40   | 39   | 57   | 136      |
| 13       | Szerbia                   | 29   | 33   | 38   | 100      |
| 14       | Szíria                    | 26   | 37   | 73   | 136      |
| 15       | Egyesült Arab Köztársaság | 23   | 21   | 30   | 74       |
| 16       | Libanon                   | 13   | 22   | 44   | 79       |
| 17       | Ciprus                    | 10   | 14   | 12   | 36       |
| 18       | Albánia                   | 8    | 16   | 17   | 41       |
| 19       | Bosznia-Hercegovina       | 3    | 6    | 15   | 24       |
| 20       | Montenegró                | 3    | 3    | 6    | 12       |
| 21       | Líbia                     | 2    | 1    | 12   | 15       |
| 22       | San Marino                | 1    | 9    | 5    | 15       |
| 23       | Málta                     | 1    | 3    | 3    | 7        |
| 24       | Észak-Macedónia           | 0    | 1    | 4    | 5        |
| 25       | Monaco                    | 0    | 1    | 1    | 2        |
| Összesen | Összesen                  | 2933 | 2946 | 3302 | 9181     |